# Micrathyria aequalis
Micrathyria aequalis är en trollsländeart som först beskrevs av Hagen 1861.  Micrathyria aequalis ingår i släktet Micrathyria och familjen segeltrollsländor. Inga underarter finns listade i Catalogue of Life.